# Diastanillus pecuarius
Diastanillus pecuarius Simon, 1926 è un ragno appartenente alla famiglia Linyphiidae. È l'unica specie del genere Diastanillus.

## Distribuzione
L'unica specie oggi attribuita a questo genere è stata reperita in Francia, nella zona dei Pirenei, e in Austria, nelle zone alpine.

## Biologia
Questo ragno è mirmecofilo, cioè vive in associazione con le formiche; in particolare è stata osservata nei pressi delle colonie di Formica fusca Linnaeus, e Formica lemani Bondroit, sotto alcune pietre.

## Tassonomia
Dal 1977 non sono stati esaminati altri esemplari, né sono state descritte sottospecie.

### Specie rinominate
- Diastanillus penultimus (O. P.-Cambridge, 1882); trasferita al genere Peponocranium Simon, 1884 con la denominazione provvisoria Peponocranium penultimum (O. P.-Cambridge, 1882); a seguito di un lavoro dell'aracnologo Bristowe del 1941, è stata riconosciuta la sinonimia di questi esemplari con Peponocranium ludicrum (O. P.-Cambridge, 1861) e qui ascritti[1].